# Canal Grande (Triëst)

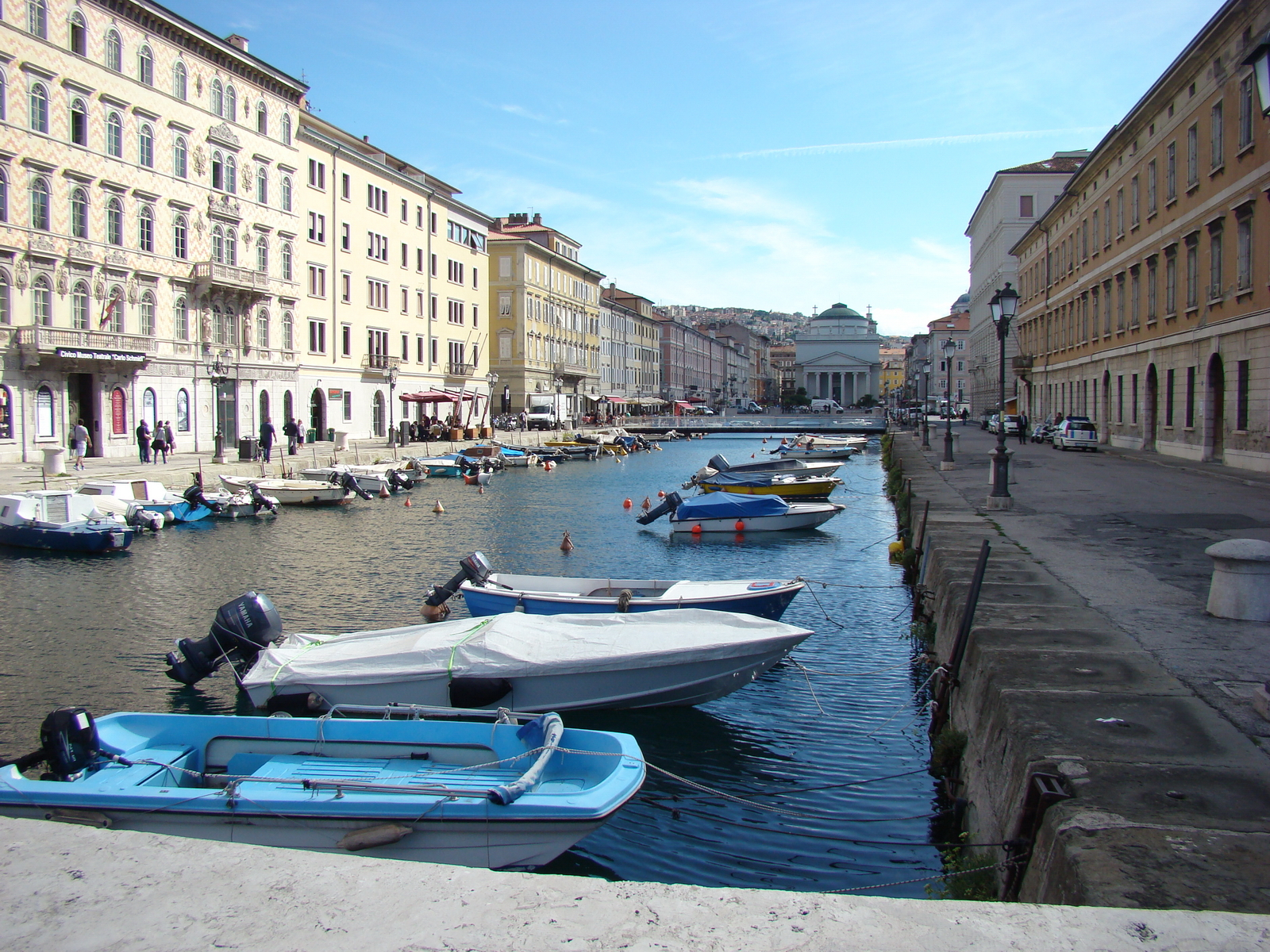
Canal Grande in Triëst, Italië

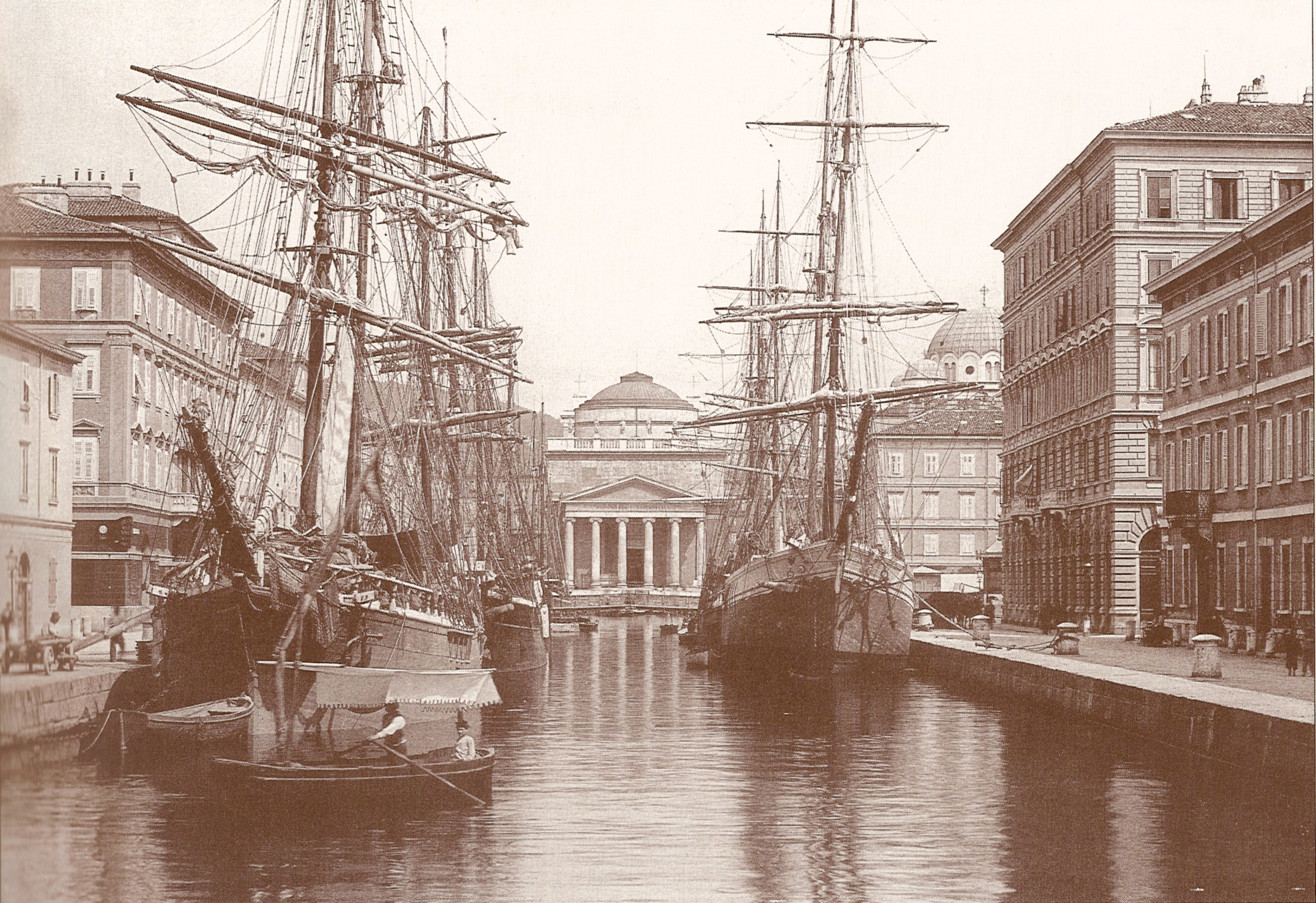
Zicht circa 1900; het kanaal reikte tot de Sant'Antonio Nuovokerk

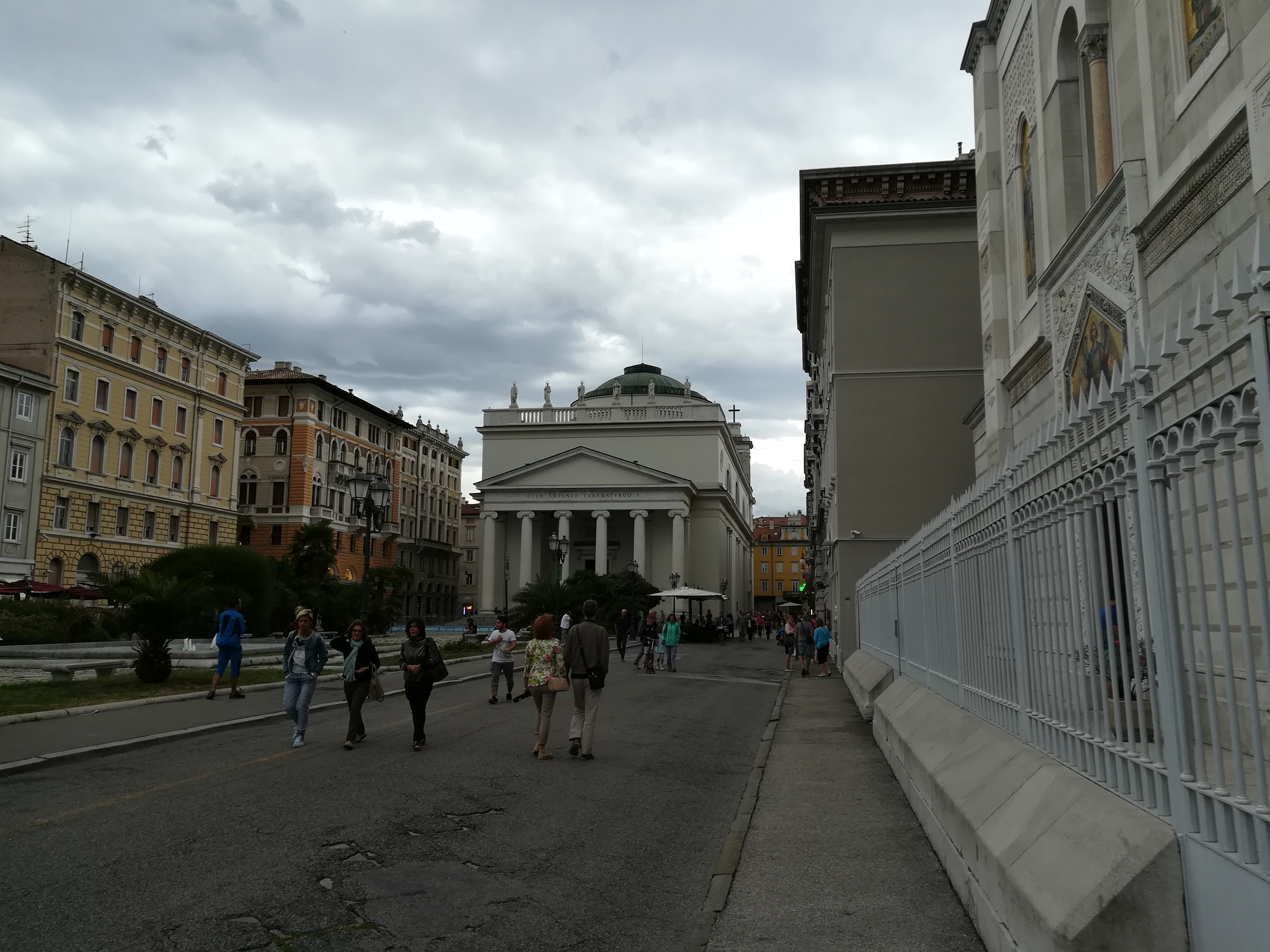
Sinds 1934: de Piazza Sant'Antonio Nuovo

Het Canal Grande of Grote Kanaal (18e eeuw) midden de Italiaanse stad Triëst bevindt zich in de wijk Borgo Teresiano. De wijk is genoemd naar de bouwheer, keizerin Maria Theresia van Oostenrijk.
Het Canal Grande bevindt zich tussen het Centraal Station (Stazione Centrale) ten noorden en de pier Molo Audace ten zuiden. Het kanaal begint aan de kustlijn van de Adriatische Zee en eindigt blind aan de Piazza Sant’Antonio Nuovo. Halfweg het kanaal staat de Piazza del Ponterosso.

## Historiek
Het Oostenrijks bestuur van de vrije rijksstad Triëst wenste de kanaaltjes die loodrecht op de kustlijn lagen uit te diepen tot bevaarbare kanalen. Op deze plek lag de zoutwinningsplaats van de stad. Uiteindelijk bleef het bij het uitdiepen van een kanaaltje tot het Canal Grande. De architecten Matteo Pirona en Rodolfo Deretti uit de republiek Venetië tekenden de plannen. Het werd uitgegraven van 1754 tot 1756.
Aan het kanaal verschenen pakhuizen en laadkades.
In de loop van de 19e eeuw en begin 20e eeuw kwamen daar winkels bij, bankgebouwen en paleizen. Zo bouwden zakenlui zoals Spiridione Gopcevich, Demetrio Carciotti en Scaramangà d’Altomonte hun residentie aan het Canal Grande. In de 19e eeuw waren het Canal Grande en het bijhorende Borgo Teresiano het centrum van commerciële activiteiten in het Oostenrijkse Triëst.
Oorspronkelijk liep het kanaal tot de kerk van Sant’Antonio Taumaturgo, de nieuwe Sint-Antoniuskerk Sant’Antonio Nuovo, gebouwd in de jaren 1768 en verder in de 19e eeuw. In 1934, tijdens het fascistisch bewind in het koninkrijk Italië, werd het kanaal gedempt aan het einde tegenaan de Sint-Antoniuskerk. Puin uit afgebroken huizen uit de Joodse wijk en de Città Vecchia vulde het kanaal op zodat het blinde einde opschoof richting zee. Hierdoor ontstond er een plein: de Piazza Sant’Antonio Nuovo.